# 인터스테이트 (영화)
《인터스테이트》(영어: 
Interstate 60 혹은 영어: Interstate 60: Episodes of the Road)는 캐나다와 미국에서 제작된 밥 게일 감독의 2002년 독립 로드 무비이다. 제임스 마즈든 등이 출연하였고, 아이라 도이치먼 등이 제작에 참여하였다.

## 출연진
- 제임스 마즈든
- 게리 올드먼
- 에이미 스마트
- 크리스토퍼 로이드
- 크리스 쿠퍼
- 커트 러셀
- 마이클 J. 폭스
- 앤마그릿
- 에이미 조 존슨
- 아트 에번스
- 웨인 롭슨
- 리베카 젱킨스
- 멀리사 에이드

## 기타 제작진
- 공동 제작: 토니 새처, 에릭 샌즈
- 라인 제작: 레니스 파이크
- 공동 총괄 제작: 대니얼 다이아몬드
- 배역: 하이디 레빗, 크리스 니컬라우, 티나 저루시
- 미술: 로코 머테이오
- 의상: 앤 딕슨
- 음악 감독: A.J. 램버트